# Сатхе
Сатхе (груз. სათხე) или Сатха (з.-арм. Սաթխա) — село в Грузии, находится в Ниноцминдском муниципалитете края Самцхе-Джавахети, в 6 км от Ниноцминды. Является центром сельского сакребуло. Село расположено у слияния рек Паравани и Бугдашени, на высоте 1840 метров над уровнем моря. По переписи 2002 года в селе проживало 2222 человека.
Через село пролегает железнодорожная линия Тбилиси — Ахалкалаки.